# Love Boat
Love Boat – utwór nagrany przez Jacka Jonesa w 1979 roku.

## Ogólne informacje
Piosenka pochodzi z amerykańskiego serialu Statek miłości z lat 70. Oryginalnie wykonywał ją Jack Jones i wydał na singlu w 1979 roku jako „Love Boat Theme”. Utwór trafił też na jego album Nobody Does It Better, gdzie nagranie zostało zatytułowane „The Love Boat”. W ostatnim sezonie serialu użyto wersję nagraną przez Dionne Warwick.
Hiszpańska piosenkarka i aktorka Charo nagrała własną wersję utworu w latach 70.
Kylie Minogue wykonywała piosenkę podczas trasy KylieX2008 w połączeniu z jej utworem „Loveboat”.

## Wersja Amandy Lear
Francuska piosenkarka Amanda Lear nagrała cover „Love Boat” na album Heart z 2001 roku. Piosenka została wydana jako pierwszy singel z tej płyty.

### Lista ścieżek
- CD single[1]

1. „Love Boat” (Radio Edit) – 3:13
2. „Love Boat” (Instrumental) – 3:12
3. „Rainbow Love Boat” (Oriental Mix) – 5:10